# Bobana Momčilović Veličković
Bobana Momčilović Veličković (serb. Бобана Момчиловић Величковић; ur. 25 stycznia 1990 w Borze, zm. 21 czerwca 2020 w Belgradzie) – serbska strzelczyni sportowa, specjalizująca się w strzelaniu z pistoletu, mistrzyni świata i wielokrotna mistrzyni Europy, uczestniczka Letnich Igrzysk Olimpijskich 2012 i Letnich Igrzysk Olimpijskich 2016.
21 czerwca 2020 roku zmarła w wieku 30 lat wskutek komplikacji poporodowych. Około 20 dni wcześniej urodziła chłopca, który jest zdrowy.

## Igrzyska olimpijskie
W 2012 roku na igrzyskach olimpijskich w Londynie wystąpiła w konkurencji pistoletu pneumatycznego. Zajęła w kwalifikacjach 22. miejsce, uzyskując 379 punktów. Cztery lata później w Rio de Janeiro awansowała do finału pistoletu pneumatycznego, w którym zdobyła 96,4 punktów i zajęła siódmą pozycję. W zawodach pistoletu sportowego była 21.
| Igrzyska | Miejscowość    | Konkurencja                 | Kwalifikacje | Kwalifikacje | Finał                   | Finał                   |
| Igrzyska | Miejscowość    | Konkurencja                 | Wynik        | Pozycja      | Wynik                   | Pozycja                 |
| -------- | -------------- | --------------------------- | ------------ | ------------ | ----------------------- | ----------------------- |
| IO 2012  | Londyn         | Pistolet pneumatyczny, 10 m | 379          | 22.          | Nie zakwalifikowała się | Nie zakwalifikowała się |
| IO 2016  | Rio de Janeiro | Pistolet pneumatyczny, 10 m | 385          | 6. Q         | 96,4                    | 7.                      |
| IO 2016  | Rio de Janeiro | Pistolet sportowy, 25 m     | 576          | 21.          | Nie zakwalifikowała się | Nie zakwalifikowała się |